# Simón Radowitzky
Simón Radowitzky (10 de setembro ou 10 de novembro de 1891 - 29 de fevereiro de 1956) foi um militante operário e anarquista argentino. Foi um dos prisioneiros mais conhecidos da colônia penal de Ushuaia, na Terra do Fogo, onde foi detido pelo assassinato de Ramón Lorenzo Falcón, chefe de polícia responsável pela brutal repressão da Semana Vermelha de 1909 em Buenos Aires.
Radowitzky foi perdoado após 21 anos na prisão, deixou a Argentina e lutou com os republicanos durante a Guerra Civil Espanhola. Ele morreu no México, onde trabalhava em uma fábrica de brinquedos. A história de sua vida está descrita no livro de viagens In Patagonia, do autor inglês Bruce Chatwin.